# 重宁寺
重宁寺，位于江苏省扬州市邗江区，1995年4月19日公布为江苏省文物保护单位，2013年3月5日公布为第七批全国重点文物保护单位。